# Bekhsimle
Bekhsimle (Nepali बेखसिम्ले) ist ein Village Development Committee (VDC) in Nepal im Distrikt Kabhrepalanchok.
Das VDC Bekhsimle liegt 48 km östlich der nepalesischen Hauptstadt Kathmandu.

## Einwohner
Bei der Volkszählung 2011 hatte das VDC Bekhsimle 1161 Einwohner (davon 543 männlich) in 256 Haushalten.